# Quartier Schützenstraße
Il Quartier Schützenstraße (letteralmente: "isolato di Schützenstraße") è un complesso edilizio di Berlino, sito nel quartiere di Mitte.
Costruito nell'area dell'ex "striscia della morte" del Muro di Berlino, costituisce un importante esempio di architettura postmoderna.

## Storia
Il complesso fu eretto dal 1995 al 1997 su progetto di Aldo Rossi coadiuvato dallo studio Bellmann & Böhm.

## Caratteristiche
Il complesso occupa un intero isolato, compreso fra le strade Schützenstraße (a nord), Markgrafenstraße (ad est), Zimmerstraße (a sud) e Charlottenstraße (ad ovest). Poiché lungo la Zimmerstraße correva il tracciato del Muro di Berlino, l'area si trovava nelle sue immediate vicinanze ed era pertanto compresa nella cosiddetta "striscia della morte", inaccessibile ai comuni cittadini.
La ricostruzione dell'isolato si orientò, nelle tipologie edilizie e nelle dimensioni complessive, agli esempi storici che caratterizzavano la zona fino alla seconda guerra mondiale. Pertanto le facciate vennero frazionate in diverse parti variandone disegno, colori e materiali, onde evitare una monotonia complessiva; all'interno dell'isolato vennero progettati cortili di piccole dimensioni accessibili attraverso passaggi carrabili coperti; infine, i pochi resti dell'edificazione preesistente vennero mantenuti e integrati nella nuova edilizia.
In tal modo l'isolato, nel suo complesso, intende evocare la crescita progressiva e variegata del tessuto urbano storico. Tuttavia, nello spirito dell'architettura postmoderna, un dettaglio dichiara esplicitamente l'intento giocoso e ironico dell'operazione: fra le partizioni delle facciate si trova un frammento ripreso dal Palazzo Farnese di Roma, in stile rinascimentale italiano e pertanto del tutto incongruo rispetto all'edilizia storica berlinese.